# Wurmberg
Wurmberg ist eine Gemeinde im Enzkreis in Baden-Württemberg, etwa zehn Kilometer östlich von der Großstadt Pforzheim im Heckengäu gelegen.

## Geografie

### Geografische Lage
Wurmberg liegt auf der so genannten Platte, einem Höhenzug im Nordschwarzwald.

### Ortsplan
Die Gemeinde Wurmberg stellt auf ihrer Internetseite einen interaktiven Ortsplan zur Verfügung, in dem Informationen für Bürger und Touristen, eine Straßensuche sowie ein Luftbild abgerufen werden können.

### Gemeindegliederung
Zur Gemeinde Wurmberg gehören die Ortsteile Wurmberg und Neubärental. In Wurmberg aufgegangen ist die waldensische Siedlung Lucerne.

## Geschichte

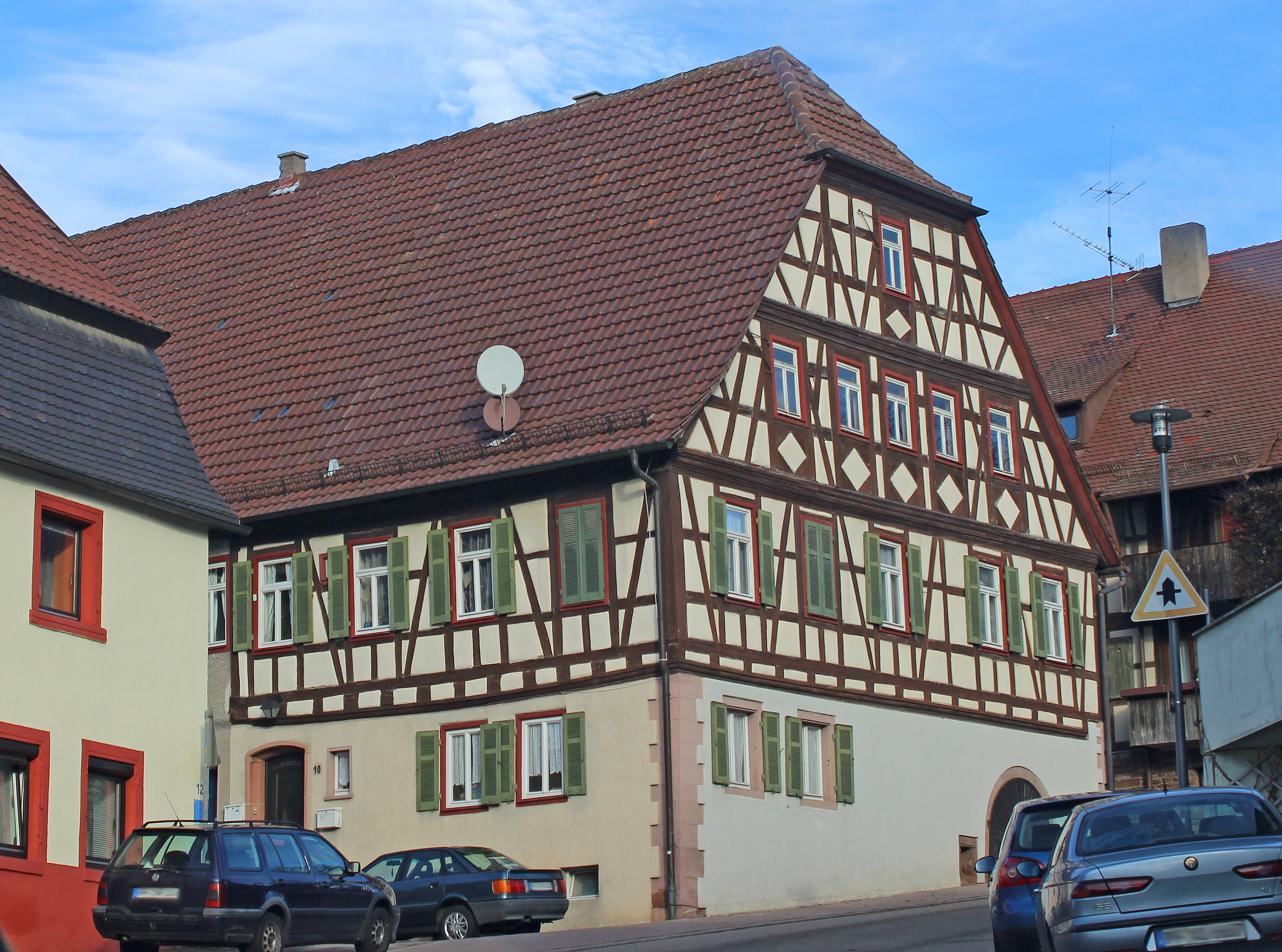
Fachwerkhaus

Wurmberg wurde erstmals 1221 gesichert urkundlich erwähnt, als dort eine Kapelle gebaut wurde. In der Folgezeit sicherte sich das Kloster Maulbronn die Herrschaft über den Ort. Mit dem Kloster kam Wurmberg nach dem bayerisch-pfälzischen Erbfolgekrieg 1504 an Württemberg. Am Ende des 17. Jahrhunderts wurden im Ort protestantische Waldenser angesiedelt, die aus Italien hatten fliehen müssen. Auch die Gründung des Ortsteils Neubärental 1721 geht auf Religionsflüchtlinge zurück: Ein aus Bärenthal (Hohenzollern) stammender Theologe, der mit einigen Familien vom Katholizismus zum protestantischen Glauben übergetreten war, hatte seinen Heimatort verlassen müssen.
Bei der Neugliederung des jungen Königreichs Württemberg am Anfang des 19. Jahrhunderts ging die Gemarkung vom Klosteramt zum Oberamt Maulbronn über. Bei der Kreisreform während der NS-Zeit in Württemberg gelangte die Gemeinde 1938 zum Landkreis Vaihingen.
Gegen Ende des Zweiten Weltkriegs beschossen französische Soldaten im April 1945 Wurmberg, wodurch ein Drittel der Gebäude zerstört wurden und neun Einwohner ums Leben kamen. Nach dem Abzug der Franzosen wurde Wurmberg Teil der Amerikanischen Besatzungszone und gehörte somit zum neu gegründeten Land Württemberg-Baden, welches 1952 im Bundesland Baden-Württemberg aufging. Durch die Kreisreform in Baden-Württemberg kam Wurmberg 1973 zum Enzkreis.
Vom Tornado über Pforzheim am 10. Juli 1968 war Neubärental besonders schwer betroffen.
Heute sind alle Ortschaften mit dem Namen Bärent(h)al über ein „Eurobärenthalertreffen“ freundschaftlich verbunden und feiern gemeinsam Gottesdienst z. B. in der Feldbergkirche.

### Einwohnerentwicklung
Die Einwohnerzahlen nach dem jeweiligen Gebietsstand sind Schätzungen, Volkszählungsergebnisse (¹) oder amtliche Fortschreibungen des Statistischen Landesamtes Baden-Württemberg (nur Hauptwohnsitze).
| Jahr                 | Einwohner |
| -------------------- | --------- |
| 1654                 | 79        |
| 1. Dezember 1871 1   | 1.126     |
| 1. Dezember 1880 1   | 1.181     |
| 1. Dezember 1890 1   | 1.258     |
| 1. Dezember 1900 1   | 1.229     |
| 1. Dezember 1910 1   | 1.213     |
| 16. Juni 1925 1      | 1.176     |
| 16. Juni 1933 1      | 1.193     |
| 17. Mai 1939 1       | 1.146     |
| 13. September 1950 1 | 1.393     |
| 6. Juni 1961 1       | 1.571     |

| Jahr              | Einwohner |
| ----------------- | --------- |
| 27. Mai 1970 1    | 2.025     |
| 31. Dezember 1980 | 2.191     |
| 25. Mai 1987 1    | 2.241     |
| 31. Dezember 1990 | 2.519     |
| 31. Dezember 1995 | 2.620     |
| 31. Dezember 2000 | 2.826     |
| 31. Dezember 2005 | 2.904     |
| 31. Dezember 2010 | 3.014     |
| 31. Dezember 2015 | 3.105     |
| 31. Dezember 2020 | 3.234     |
| 1. August 2023    | 3.310     |

## Religion

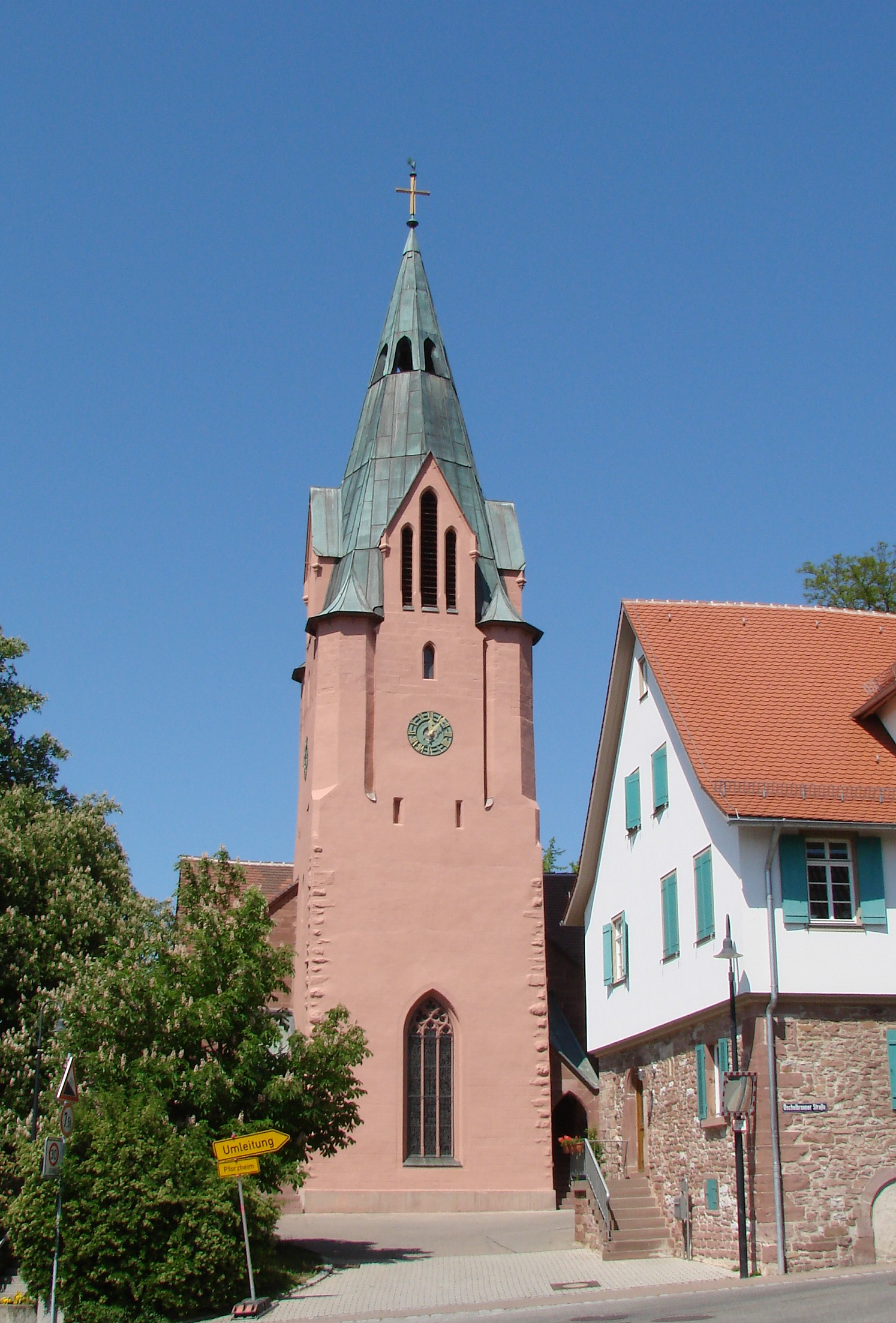
Evangelische Petruskirche

Die geistliche Versorgung Wurmbergs erfolgte lange Zeit über Wiernsheim. Erst lange nach dem Bau einer Kapelle im 13. Jahrhundert wurde der Ort kirchlich eigenständig.

### Evangelisch reformiert
Neubärental wurde 1720 von zur reformierten Konfession übergetretenen Katholiken aus Bärenthal in Hohenzollern erbaut.
1720 siedelten etwa 40 Personen aus dem hohenzollerischen Bärenthal nach Wurmberg über.
Heute Evangelische Landeskirche in Württemberg.

### Waldenser
Die Siedlung Lucerne war von 1699 bis 1808 eine politisch eigenständige Gemeinde mit einer Waldenserkirche und einer französischsprachigen Schule. 1725 bildeten sie mit den reformierten Nachbarn aus Neubärental eine gemeinsame Kirchengemeinde, die bis zur Eingliederung in die Evangelische Landeskirche in Württemberg 1824 zweisprachige Gottesdienste und eine Schule unterhielt.

### Sonstige
In Wurmberg ist seit 2012 die Freie Evangeliumschristen-Gemeinde Wurmberg (FECG Wurmberg) ansässig. Sie ist Teil der Bruderschaft der Freien Evangeliums Christen Gemeinden.

## Politik

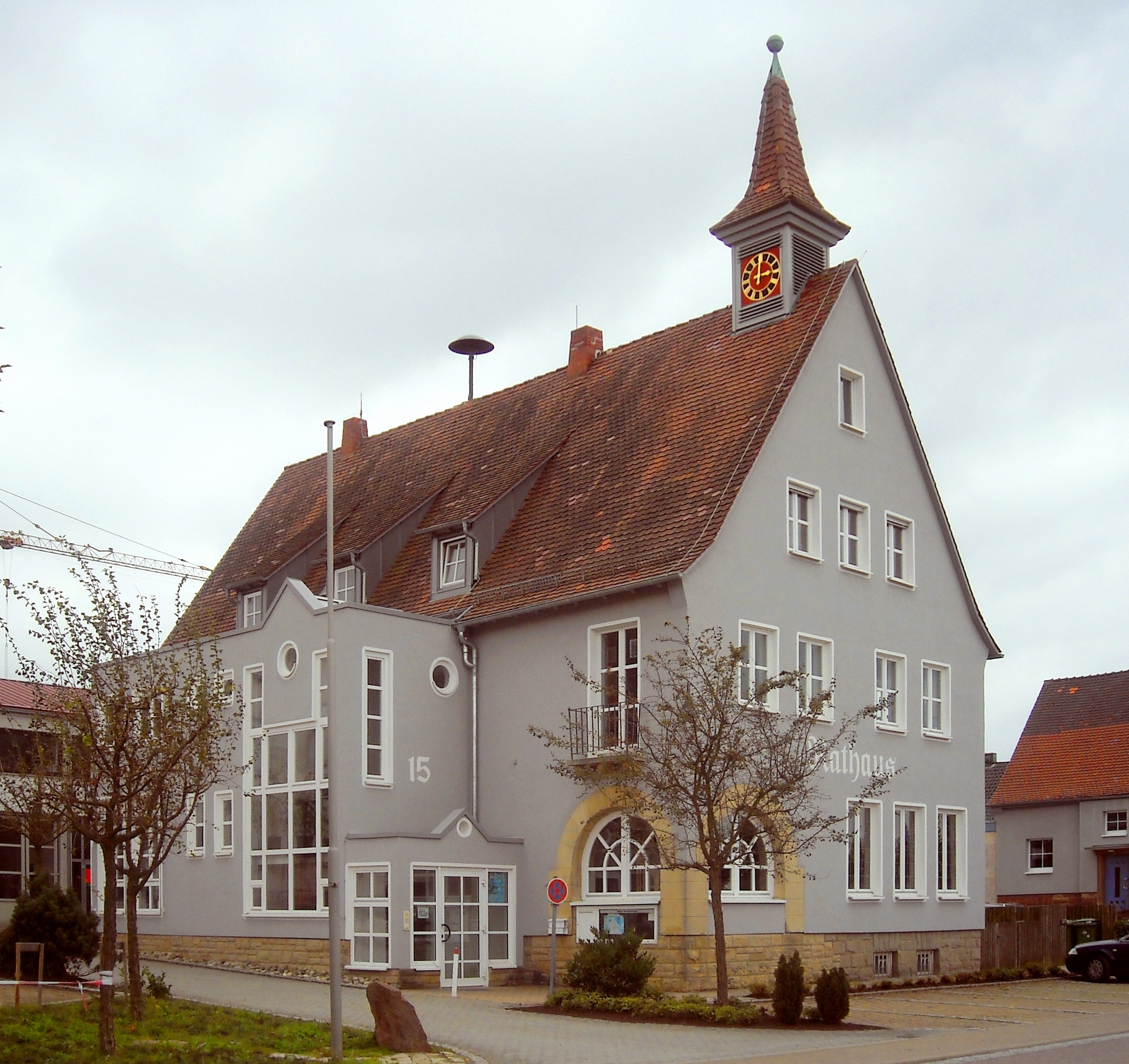
Rathaus

### Bürgermeister
- 1978–2010: Helmut Sickmüller (parteilos)
- seit 2010: Jörg-Michael Teply

### Gemeinderat
Der Gemeinderat in Wurmberg besteht aus den 14 gewählten ehrenamtlichen Gemeinderäten und dem Bürgermeister als Vorsitzendem. Der Bürgermeister ist im Gemeinderat stimmberechtigt.
Die Kommunalwahl am 9. Juni 2024 führte zu folgendem Ergebnis.
| Parteien und Wählergemeinschaften | Parteien und Wählergemeinschaften           | % 2024  | Sitze 2024 | % 2019  | Sitze 2019 | Kommunalwahl 2024 %50403020100 43,28 %30,63 %26,09 % FWVNWVCDUGewinne und Verlusteim Vergleich zu 2019 %p 10 8 6 4 2 0 −2 −4 −6+8,60 %p−4,58 %p−4,02 %pFWVNWVCDU |
| FWV                               | Freie Wählervereinigung                     | 43,28   | 5          | 34,68   | 4          | Kommunalwahl 2024 %50403020100 43,28 %30,63 %26,09 % FWVNWVCDUGewinne und Verlusteim Vergleich zu 2019 %p 10 8 6 4 2 0 −2 −4 −6+8,60 %p−4,58 %p−4,02 %pFWVNWVCDU |
| NWV                               | Neue Wählervereinigung                      | 30,63   | 4          | 35,21   | 4          | Kommunalwahl 2024 %50403020100 43,28 %30,63 %26,09 % FWVNWVCDUGewinne und Verlusteim Vergleich zu 2019 %p 10 8 6 4 2 0 −2 −4 −6+8,60 %p−4,58 %p−4,02 %pFWVNWVCDU |
| CDU                               | Christlich Demokratische Union Deutschlands | 26,09   | 3          | 30,11   | 4          | Kommunalwahl 2024 %50403020100 43,28 %30,63 %26,09 % FWVNWVCDUGewinne und Verlusteim Vergleich zu 2019 %p 10 8 6 4 2 0 −2 −4 −6+8,60 %p−4,58 %p−4,02 %pFWVNWVCDU |
| gesamt                            | gesamt                                      | 100,0   | 14         | 100,0   | 14         | Kommunalwahl 2024 %50403020100 43,28 %30,63 %26,09 % FWVNWVCDUGewinne und Verlusteim Vergleich zu 2019 %p 10 8 6 4 2 0 −2 −4 −6+8,60 %p−4,58 %p−4,02 %pFWVNWVCDU |
| Wahlbeteiligung                   | Wahlbeteiligung                             | 69,63 % | 69,63 %    | 63,05 % | 63,05 %    | Kommunalwahl 2024 %50403020100 43,28 %30,63 %26,09 % FWVNWVCDUGewinne und Verlusteim Vergleich zu 2019 %p 10 8 6 4 2 0 −2 −4 −6+8,60 %p−4,58 %p−4,02 %pFWVNWVCDU |

## Wirtschaft und Infrastruktur

### Verkehr
Der nächste Fernbahnhof ist Pforzheim Hbf, etwa 10 km westlich von Wurmberg gelegen. Noch etwas näher liegt der Haltepunkt Niefern an der Strecke Pforzheim–Mühlacker. Die Buslinien 739, 761, 763 und 769 des Verkehrsverbundes Pforzheim-Enzkreis verbinden Wurmberg mit Pforzheim.

### Bildung
Wurmberg verfügt über eine eigene Grundschule.

## Persönlichkeiten

### Söhne und Töchter der Gemeinde
- Richard Krust (* 4. August 1928), Bogenschütze

## Sonstiges

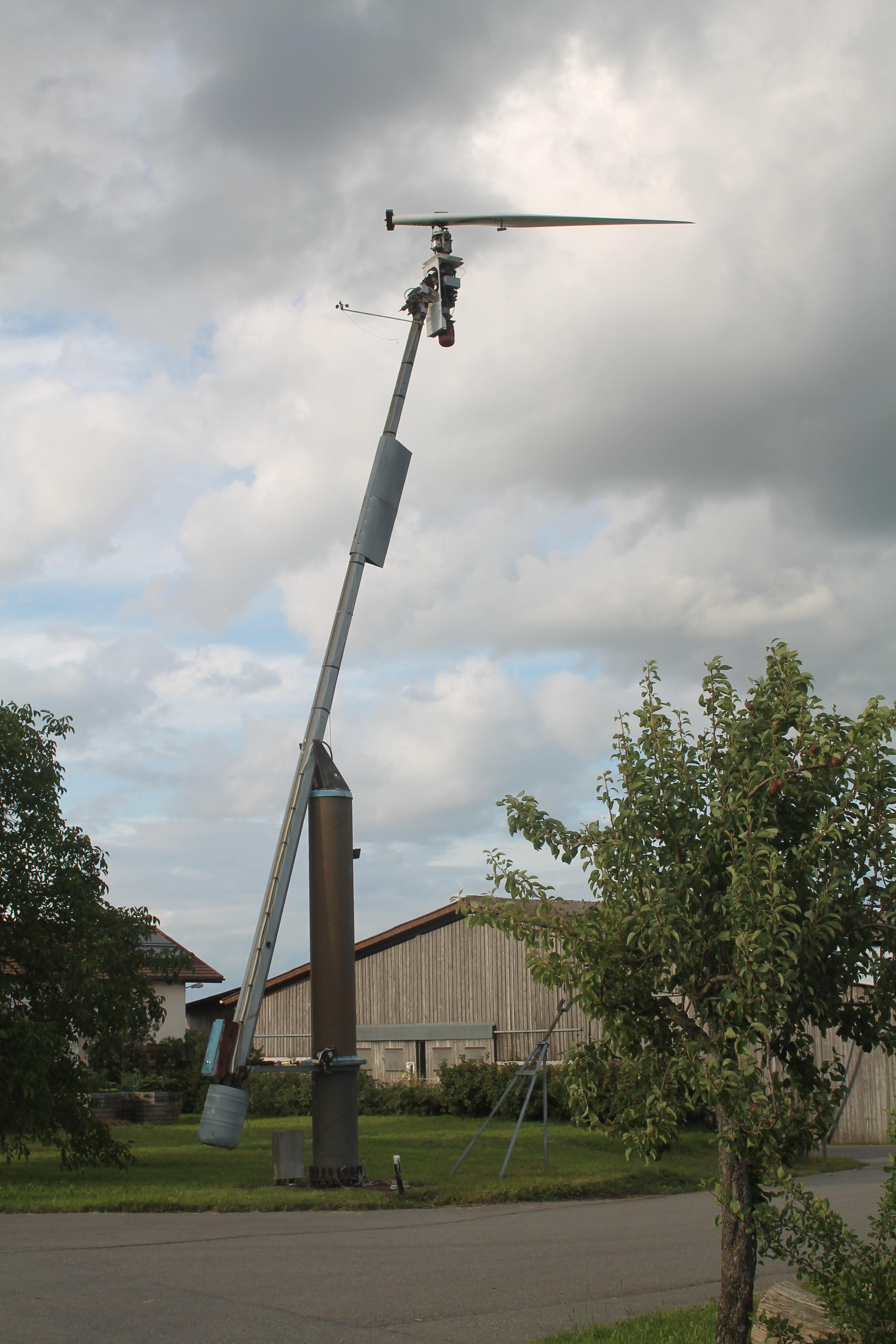
Einflügel-Windkraftanlage Wurmberg

Auf einem Gehöft südlich von Wurmberg befindet sich eine Einflügler-Windkraftanlage, möglicherweise die einzige in Baden-Württemberg. Sie hat eine Nabenhöhe von 13,7 Meter und eine Leistung von 5 kW. Ihr Rotorblatt ist 4 Meter lang.